# Neotrichocolea bisseti
Neotrichocolea bisseti là một loài rêu tản trong họ Neotrichocoleaceae. Loài này được (Mitt.) S. Hatt. miêu tả khoa học lần đầu tiên năm 1947.